# Torino Film Festival 2018

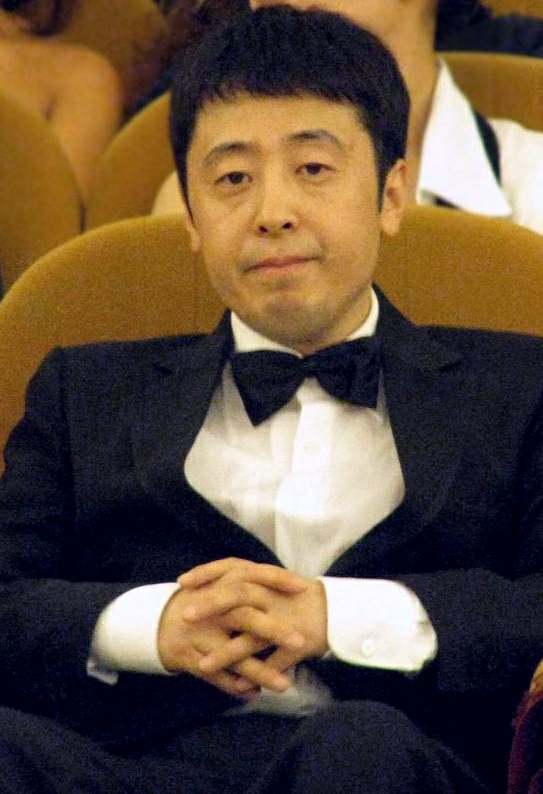
Jia Zhangke, presidente della Giuria

La 36ª edizione del Torino Film Festival (TFF 36) ha avuto luogo a Torino dal 23 novembre al 1º dicembre 2018 diretta da Emanuela Martini.
Il manifesto di questa edizione era dedicato a Rita Hayworth, nel centenario della nascita, in una scena tratta da Non sei mai stata così bella (You Were Never Lovelier, 1942).

## Giuria
- Jia Zhangke, regista (Cina) - Presidente di giuria
- Marta Donzelli, produttore
- Miguel Gomes, regista
- Col Needham, fondatore di Internet Movie Database
- Andreas Prochaska, regista

## Selezione ufficiale

### Torino 36
- 53 guerre (53 wojny), regia di Ewa Bukowska (Polonia)
- All These Small Moments, regia di Melissa Miller Costanzo (Stati Uniti d'America)
- Angelo, regia di Markus Schleinzer (Austria)
- Atlas, regia di David Nawrath (Germania)
- Il colpevole - The Guilty (Den skyldige), regia di Gustav Möller (Svezia)
- La Disparition des lucioles, regia di Sébastien Pilote (Canada)
- Marche ou crève, regia di Margaux Bonhomme (Francia)
- Nervous Translation, regia di Shireen Seno (Filippine)
- Le nostre battaglie (Nos batailles), regia di Guillaume Senez (Belgio)
- Miserere (Oiktos), regia di Babis Makridis (Grecia)
- Ride, regia di Valerio Mastandrea (Italia)
- Cattive poesie (Rossz versek), regia di Gábor Reisz (Ungheria)
- Temporada, regia di André Novais Oliveira (Brasile)
- Vultures, regia di Börkur Sigthorsson (Islanda)
- Wildlife, regia di Paul Dano (Stati Uniti d'America)

### Festa mobile
- I figli del fiume giallo (Jiānghú érnǚ), regia di Jia Zhangke (Cina)
- Blaze, regia di Ethan Hawke (Stati Uniti)
- Bulli e pupe, regia di Steve Della Casa e Chiara Ronchini (Italia)
- Copia originale (Can You Ever Forgive Me?), regia di Marielle Heller (Stati Uniti)
- Colette, regia di Wash Westmoreland (Regno Unito)
- Das Boot, regia di Andreas Prochaska – serie TV, 2 episodi (Germania)
- Dovlatov - I libri invisibili (Dovlatov), regia di Aleksej Alekseevič German (Russia)
- First Night Nerves, regia di Stanley Kwan (Hong Kong, Cina)
- Happy New Year, Colin Burstead, regia di Ben Wheatley (Regno Unito)
- I nomi del signor Sulčič, regia di Elisabetta Sgarbi (Italia)
- Il gusto della libertà - Cinema e '68, regia di Giovanna Ventura (Italia)
- Juliet, Naked - Tutta un'altra musica (Juliet, Naked), regia di Jesse Peretz (Stati Uniti)
- L'Amour debout, regia di Michaël Dacheux (Francia)
- La flor, regia di Mariano Llinás (Argentina)
- Madeline's Madeline, regia di Josephine Decker (Stati Uniti)
- Ovunque proteggimi, regia di Bonifacio Angius (Italia)
- Papi Chulo, regia di John Butler (Irlanda)
- Pretenders, regia di James Franco (Stati Uniti)
- Ragazzi di stadio, quarant'anni dopo, regia di Daniele Segre (Italia)
- Santiago, Italia, regia di Nanni Moretti (Italia)
- Sex Story, regia di Cristina Comencini, Roberto Moroni (Italia)
- The Front Runner - Il vizio del potere (The Front Runner), regia di Jason Reitman (Stati Uniti)
- The man who stole Bansksy, regia di Marco Proserpio (Italia)
- Nureyev - The White Crow (The White Crow), regia di Ralph Fiennes (Regno Unito, Serbia, Francia)
- Trevico-Torino - Viaggio nel Fiat-Nam, regia di Ettore Scola (Italia, 1973)
- Ulysse et Mona, regia di Sébastien Betbeder (Francia)

### Festa mobile - TorinoFilmLab
- His Master's Voice (Az Úr hangja), regia di György Pálfi (Canada, Ungheria, Francia, Svezia, Stati Uniti)
- L'ospite, regia di Duccio Chiarini (Italia, Svizzera, Francia)
- La notte ha divorato il mondo (La nuit a dévoré le monde), regia di Dominique Rocher (Francia)
- Land, regia di Babak Jalali (Italia, Francia, Olanda, Messico)
- History of Love (Zgodovina ljubezni), regia di Sonja Prosenc (Slovenia, Italia, Norvegia)

### Festa mobile - TPFC
- Drive Me Home, regia di Simone Catania (Italia)
- Il mangiatore di pietre, regia di Nicola Bellucci (Italia, Svizzera)

### Festa mobile - Premio Maria Adriana Prolo
- Senza chiedere permesso, regia di Pierfranco Milanese, Pietro Perotti (Italia, 2014)

### Festa mobile - Equilibra
- Processo a Caterina Ross, regia di Gabriella Rosaleva (Italia, 1982)

### Festa mobile - Lunga vita a Ermanno Olmi!
Omaggio dedicato al regista Ermanno Olmi
- Dialogo di un venditore di almanacchi e di un passeggiere, regia di Ermanno Olmi (Italia, 1954) - cortometraggio
- Il denaro - seconda parte, regia di Ermanno Olmi (Italia, 1999) - documentario
- Il mestiere delle armi, regia di Ermanno Olmi (Italia, Francia, Germania, Bulgaria, 2001)
- In coda alla coda, regia di Maurizio Zaccaro (Italia, 1989)
- La cotta, regia di Ermanno Olmi (Italia, 1967)
- Manon: Finestra 2, regia di Ermanno Olmi (Italia, 1956) - cortometraggio
- Nascita di una formazione partigiana, regia di Ermanno Olmi e Corrado Stajano (Italia, 1973) - documentario
- Robinson in laguna, regia di Mario Brenta (Italia, 1985) - documentario
- Tre donne, regia di Giacomo Campiotti (Italia, 1983) - cortometraggio

### Unforgettables
Titoli che mescolano musica e cinema scelti dal regista Pupi Avati in qualità di «Direttore ospite»
- Bird, regia di Clint Eastwood (Stati Uniti, 1988)
- Bix, regia di Pupi Avati (Italia, 1991)
- Il re del jazz (The Benny Goodman Story), regia di Valentine Davies (Stati Uniti, 1956)
- La storia di Glenn Miller (The Glenn Miller Story), regia di Anthony Mann (Stati Uniti, 1954)
- Trentadue piccoli film su Glenn Gould (Thirty Two Short Films About Glenn Gould), regia di François Girard (Canada, Olanda, Portogallo, Finlandia, 1993)

### After Hours
- Alpha, The Right to Kill, regia di Brillante Mendoza (Filippine)
- Catharsys or The Afina Tales of the Lost World, regia di Yassine Marco Marroccu (Marocco)
- Dead Night, regia di Brad Baruh (Stati Uniti)
- La cavalcata dei resuscitati ciechi, regia di Amando de Ossorio (Spagna, 1973)
- La nave maledetta (El buque maldito), regia di Amando de Ossorio (Spagna, 1974)
- Il regno (El reino), regia di Rodrigo Sorogoyen (Spagna, Francia)
- Heavy Trip (Hevi Reissu), regia di Jukka Vidgren e Juuso Laatio (Finlandia, Norvegia)
- High Life, regia di Claire Denis (Germania, Francia, Regno Unito, Polonia, Canada, Stati Uniti)
- In Fabric, regia di Peter Strickland (Regno Unito)
- La casa delle bambole - Ghostland (Incident in a Ghostland), regia di Pascal Laugier (Francia, Canada)
- L'ultima notte, regia di Francesco Barozzi (Italia)
- La notte dei resuscitati ciechi (La noche de las gaviotas), regia di Amando de Ossorio (Spagna, 1975)
- Le tombe dei resuscitati ciechi (La noche del terror ciego), regia di Amando de Ossorio (Spagna, 1972)
- Mandy, regia di Panos Cosmatos (Stati Uniti)
- Piercing, regia di Nicolas Pesce (Stati Uniti)
- Relaxer, regia di Joel Potrykus (Stati Uniti)
- Tyrel, regia di Sebastián Silva (Stati Uniti)
- Unthinkable - Gli ultimi sopravvissuti (Den blomstertid nu kommer) di Crazy Pictures (Svezia)

### TFFDOC - Internazionale
- Cassandro, the exotico!, regia di Marie Losier (Francia)
- Chuva é cantoria na aldeia dos mortos, regia di João Salaviza e Renée Nader Messora (Portogallo, Brasile)
- Figuras, regia di Eugenio Canevari (Spagna, Argentina)
- Homo botanicus, regia di Guillermo Quintero (Colombia, Francia)
- Impetus, regia di Jennifer Alleyn (Canada)
- Segunda vez, regia di Dora García (Belgio, Norvegia)
- Taurunum boy, regia di Jelena Maksimović, Dušan Grubin (Serbia)
- Unas preguntas, regia di Kristina Konrad (Germania, Uruguay)

### TFFDOC - Italiana
- Atto di fede, regia di Vittorio Antonacci (Italia)
- Bormida, regia di Alberto Momo (Italia)
- Cowboy makedonski, regia di Fabio Ferrero (Italia, Macedonia)
- Il gigante pidocchio, regia di Paolo Santangelo (Italia)
- Il primo moto dell'immobile, regia di Sebastiano d'Ayala Valva (Francia, Italia)
- In questo mondo, regia di Anna Kauber (Italia)
- Porta Capuana, regia di Marcello Sannino (Italia)

### TFFDOC - Apocalisse
- 4 bâtiments, face à la mer, regia di Philippe Rouy (Francia, 2012)
- Atlantis, regia di Ben Russell (Stati Uniti, Malta, 2014)
- Dell'azione negatrice, regia di Mauro Folci (Italia, 2017)
- Der wille zur macht, regia di Pablo Sigg (Messico, Svizzera, 2013)
- La forza dei sentimenti (Die Macht der Gefühle), regia di Alexander Kluge (Germania Ovest, 1983)
- Hydra decapitata, regia di The Otolith Group (Regno Unito, 2010)
- Les ombres aquatiques, regia di Philippe Cote (Francia, 2016)
- Life = Cinematic imperfections, regia di Avo Kaprealian (Libano, Armenia, 2018)
- Machine to machine, regia di Philippe Rouy (Francia, 2013)
- Sirenomelia, regia di Emilija Skarnulyte (Lituania, 2017)
- Vive la baleine, regia di Chris Marker (Francia, 1972)

### TFFDOC - Fuori concorso
- Chi-Town, regia di Nick Budabin (Stati Uniti)
- Dove bisogna stare, regia di Daniele Gaglianone (Italia)
- Le psychodrame, regia di Roberto Rossellini (Francia, 1956)
- She Know Evil, regia di Charlie Curran (Stati Uniti)

### Italiana.corti
- 13 volte fuoco su mio padre, regia di Francesco Ragazzi (Italia)
- Col tempo, regia di Sara Dresti (Italia)
- Drive-in, regia di Demetrio Giacomelli (Italia)
- Et in Terra pacis, regia di Mattia Epifani (Italia)
- Horror vacui, regia di Matteo Zamagni (Italia)
- Per tutta la vita, regia di Roberto Catani (Francia, Italia)
- Scala C, interno 8, regia di Giulio Squillacciotti (Italia)
- Supermarket, regia di Gianluca Abbate (Italia)
- Ultima cassa, regia di Elettra Bisogno (Italia)
- Waterloo, regia di Francesco Selvi (Italia)
- What Love Is Love?, regia di Anna Franceschini (Italia)
- WWW (The Whale Who Wasn't), regia di Alessia Cecchet (Stati Uniti, Italia)

### Onde
- Blue Amber, regia di Jie Zhou (Cina)
- Dream of a City, regia di Manfred Kirchheimer (Stati Uniti)
- Dulcinea, regia di Luca Ferri (Italia)
- Entre dos aguas, regia di Isaki Lacuesta (Spagna)
- Gulyabani, regia di Gürcan Keltek (Turchia, Paesi Bassi)
- Îmi este indiferent dacă în istorie vom intra ca barbari, regia di Radu Jude (Romania, Germania, Bulgaria, Francia, Repubblica Ceca)
- Ifigenia in Aulide, regia di Tonino De Bernardi (Italia)
- Incorrectional, regia di Christopher Jason Bell (Stati Uniti)
- Les Grands Squelettes, regia di Philippe Ramos (Francia)
- Mathieu Amalric, l'art et la matière, regia di Quentin Mével, André S. Labarthe (Francia)
- Nothing or Everything, regia di Gyeol Kim (Corea del Sud)
- Nueva era, regia di Matti Harju (Finlandia)
- O Termómetro de Galileu, regia di Teresa Villaverde (Portogallo)
- Sand Rivages, regia di Mathieu Lis (Francia)
- Topo y Wera, regia di Jean-Charles Hue (Francia)

### Onde - Artrum
- Incense Sweaters & Ice, regia di Martine Syms (Stati Uniti)
- Walled Unwalled, regia di Lawrence Abu Hamdan (Israele)
- With History in a Room Filled with People with Funny Names 4, regia di Korakrit Arunanondchai (Thailandia)

### Jean Eustache
Retrospettiva dedicata al regista francese Jean Eustache
- Les Mauvaises Fréquentations, regia di Jean Eustache (Francia, 1963)
- Le Père Noël a les yeux bleus, regia di Jean Eustache (Francia, 1966)
- La Rosière de Pessac, regia di Jean Eustache (Francia, 1968)
- Le Cochon, regia di Jean Eustache e Jean-Michel Barjon (Francia, 1970)
- Numéro zéro, regia di Jean Eustache (Francia, 1971)
- La maman et la putain, regia di Jean Eustache (Francia, 1973)
- Mes petites amoureuses, regia di Jean Eustache (Francia, 1974)
- Une sale histoire, regia di Jean Eustache (Francia, 1977)
- La Rosière de Pessac (II), regia di Jean Eustache (Francia, 1979)
- Le Jardin des délices de Jérôme Bosch, regia di Jean Eustache (Francia, 1980)
- Les Photos d'Alix, regia di Jean Eustache (Francia, 1980)
- Odette Robert, regia di Jean Eustache (Francia, 1980)

### Powell & Pressburger
Retrospettiva dedicata ai registi britannici Michael Powell ed Emeric Pressburger
- Ai confini del mondo (The Edge of the World), regia di Michael Powell (Regno Unito, 1937)
- La spia in nero (The Spy in Black), regia di Michael Powell (Regno Unito, 1939)
- Contrabbando (Contraband), regia di Michael Powell (Regno Unito, 1940)
- Il ladro di Bagdad (The Thief of Bagdad), regia di Michael Powell, Ludwig Berger, Tim Whelan (Regno Unito, 1940)
- Gli invasori (49th Parallel), regia di Michael Powell (Regno Unito, 1941)
- Volo senza ritorno (One of Our Aircrafts is Missing), regia di Michael Powell ed Emeric Pressburger (Regno Unito, 1942)
- Duello a Berlino (The Life and Death of Colonel Blimp), regia di Michael Powell ed Emeric Pressburger (Regno Unito, 1943)
- Il volontario (The Volunteer), regia di Michael Powell ed Emeric Pressburger (Regno Unito, 1944)
- Un racconto di Canterbury (A Canterbury Tale), regia di Michael Powell ed Emeric Pressburger (Regno Unito, 1944)
- So dove vado (I Know Where I'm Going), regia di Michael Powell ed Emeric Pressburger (Regno Unito, 1945)
- Scala al paradiso (A Matter of Life and Death), regia di Michael Powell ed Emeric Pressburger (Regno Unito, 1946)
- Narciso nero (Black Narcissus), regia di Michael Powell ed Emeric Pressburger (Regno Unito, 1947)
- Scarpette rosse (The Red Shoes), regia di Michael Powell ed Emeric Pressburger (Regno Unito, 1948)
- I ragazzi del retrobottega (The Small Back Room), regia di Michael Powell ed Emeric Pressburger (Regno Unito, 1949)
- La volpe (Gone to Earth), regia di Michael Powell ed Emeric Pressburger (Regno Unito, 1950)
- L'inafferrabile Primula Rossa (The Elusive Pimpernel), regia di Michael Powell ed Emeric Pressburger (Regno Unito, 1950)
- I racconti di Hoffmann (The Tales of Hoffmann), regia di Michael Powell ed Emeric Pressburger (Regno Unito, 1951)
- Oh... Rosalinda!!, regia di Michael Powell ed Emeric Pressburger (Regno Unito, 1955)
- La battaglia di Rio della Plata (The Battle of the River Plate), regia di Michael Powell ed Emeric Pressburger (Regno Unito, 1956)
- Colpo di mano a Creta (Ill Met by Moonlight), regia di Michael Powell ed Emeric Pressburger (Regno Unito, 1957)
- L'occhio che uccide (Peeping Tom), regia di Michael Powell (Regno Unito, 1960)
- Sono strana gente (They're a Weird Mob), regia di Michael Powell (Australia, Regno Unito, 1966)
- Age of Consent, regia di Michael Powell (Australia, 1969)
- Il ragazzo che diventò giallo (The Boy Who Turned Yellow), regia di Michael Powell (Regno Unito, 1972)

## Premi
I Premi sono stati consegnati il 1º dicembre:

### Torino 36
- Miglior film: Wildlife, regia di Paul Dano
- Premio speciale della Giuria: Cattive poesie (Rossz versek), regia di Gábor Reisz
- Miglior attrice: Grace Passô per Temporada.
- Miglior attore (ex-æquo): 
  - Rainer Bock per Atlas
  - Jakob Cedergren per Il colpevole - The Guilty
- Miglior sceneggiatura: Il colpevole - The Guilty
- Premio del pubblico (ex-æquo): 
  - Il colpevole - The Guilty, regia di Gustav Möller
  - Nos batailles, regia di Guillaume Senez

### Internazionale.doc
- Miglior documentario: Homo botanicus di Guillermo Quintero
- Premio speciale: Unas preguntas di Kristina Konrad

### Italiana.doc
- Miglior documentario: In questo mondo di Anna Kauber
- Premio speciale: Il primo moto dell'immobile di Sebastiano d’Ayala Valva

### Italiana.corti
- Ultima cassa di Elettra Bisogno

### Premi collaterali
- Premio Scuola Holden (miglior sceneggiatura): Bad Poems di Gábor Reisz
- Premio Achille Valdata: Il colpevole - The Guilty di Gustav Möller
- Premio Avanti: Cattive poesie di Gábor Reisz
- Premio "Gli Occhiali di Gandhi": Dove bisogna stare di Daniele Gaglianone
- Premio Interfedi: Nos Batailles di Guillaume Senez
- Premio FIPRESCI: Oiktos di Babis Makridis
- Premio Cipputi: Nos Batailles di Guillaume Senez
- Premio Torino Factory: Tempo critico di Gabriele Pappalardo